# Nicomache lumbricalis
Nicomache lumbricalis är en ringmaskart som först beskrevs av Fabricius 1780.  Nicomache lumbricalis ingår i släktet Nicomache och familjen Maldanidae. Arten är reproducerande i Sverige. Utöver nominatformen finns också underarten N. l. borealis.